# 富國魚露

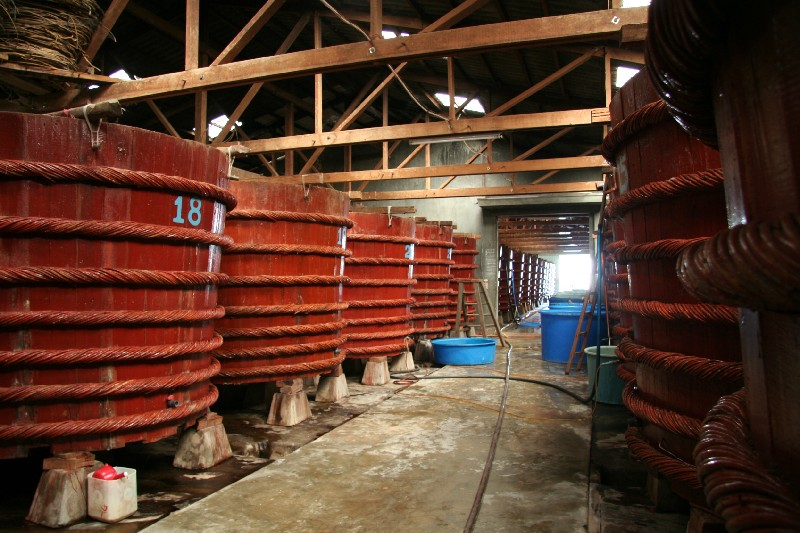
富國島的魚露生產設施

富國魚露是越南堅江省富國島生產的一種魚露。

## 工藝
在越南生產魚露已有數世紀的歷史，至於富國魚露的崛起則是在近200年。
富國島周圍海域孕育有大量海藻與浮游生物，豐富的生態吸引了鳳尾魚大量繁殖；與其它文化圈發展魚露的經驗類似，越南人最先也是將可撈捕的魚類鹽漬密封發酵製造魚露，但是在經過大量的經驗回饋，了解到採用鳳尾魚作為原料的魚露最為受人喜愛。19世紀末開始，富國島民就把魚露賣到柬埔寨、泰國。
富國魚露得以聞名，是因為它改良工藝，擇選食材。一般來說，漁民只會在每年的7月至12月鳳尾魚旺季撈捕製造魚露用的鳳尾魚，漁船把魚撈捕上船之後會立刻沖洗魚體，並以魚與鹽3：1的比例立即鹽醃發酵，鹽是特選從巴地頭頓製作的滷鹽，該食鹽不含明礬，在鹽製成後會先安置3個月，以便讓鹽體中的鈣與鎂沉澱到底部，鈣與鎂在醃漬時會增加魚體的澀味，在經過放置沉澱後，上層鹽體雜質含量低，更適合魚露鹽漬，其發酵產物在魚露中的比例不低於95%。
鱼露的制作需要经过盐腌、发酵、成熟、抽滤和配制等五道环节，富國魚露的传统手工制作方式是將凤尾鱼和盐按3∶1的比例搅拌，发酵10-15个月後過濾出汁。使用木桶腌制鱼露是富国鱼露制作的特色之一，富国島森林中的潺槁木姜子是用于制作鱼露桶的木材，鱼露桶直徑1.5-3m，高2-4m，一次可讓7-13噸魚進行發酵。每個桶由8根藤製繩子固定，每根繩子用120根藤條編織而成，藤條的來源則從翁潭山（Ong Tam）和北島（Bac Dao）採集，每個發酵桶可使用長達60年。隨著木桶長時間使用，其製造的魚露也會有更佳的口味。
富國魚露色澤深沉，氣味清淡，加上蛋白質發酵的鹹甜味，總蛋白質含量（氮含量）能達到為42%，是自然加工的魚露中最高的。

## 保護
富國岛有近100家鱼露制作厂，集中于阳东市鎮和安泰坊，魚露產能佔越南魚露的5-8%，即每年約1000-1200萬升。由於大量捕撈，富國島周圍海域的漁業資源正在枯竭。同時假冒產品泛濫和商標遭到搶注是富國魚露在市場上面臨的主要問題。2001年，越南國家知識產權局認證了富國魚露的原產地商標，只有完全在富國島生產的魚露可以使用這個名稱。2005年5月16日，越南漁業部發布了關於生產富國島原產地名稱魚露的暫行規定，只在富國灌裝的魚露才能標記產自富國。2013年7月，富國魚露獲得歐盟原產地名稱保護认证，2021年5月，越南文化、体育与旅游部认定富国鱼露制作业為越南国家级非物质文化遗产。